# Ayuda humanitaria cristiana
La ayuda humanitaria cristiana incluye las acciones humanitarias realizadas por las ONG cristianas. La caridad es un concepto de gran importancia en el cristianismo. Las acciones humanitarias son por lo tanto un área donde algunas iglesias donan recursos financieros y se involucran para mostrar compasión.

## Orígenes
La ayuda humanitaria moderna proviene de las enseñanzas de la Biblia. De hecho, la caridad, esta preocupación por ayudar a los pobres, es un concepto claramente establecido en una fuente tan temprana como el Antiguo Testamento. Según el libro del Éxodo, parte del diezmo se dedicaba a los pobres (huérfanos, viudas, extranjeros). Según el Nuevo Testamento, Jesucristo predicó mucho sobre el tema, así como con sus propias acciones (curación, donaciones materiales o económicas, defensa de los derechos, etc.). En el Sermón de la Montaña, apeló a ayudar no solo a los amigos, pero también a los enemigos o a personas rechazadas por la sociedad, como las personas con discapacidad. Jesús se equipara a un médico, que vino a salvar a la gente. En la Parábola del buen samaritano, describió la atención médica prestada por un samaritano a un judío (ambos pueblos eran enemigos) como modelo de amor para su vecino. Pablo de Tarso también recaudó fondos para los desfavorecidos.
Los monasterios y órdenes monásticas católicas presentan, ya desde la Edad Media, una larga tradición de caridad, asilo y asistencia a los pobres. Las iglesias protestantes tienen el ministerio de diácono, responsable de ayudar a los pobres. Las sociedades misioneras de los siglos XVIII y XIX ofrecen asistencia humanitaria a menudo en paralelo con su actividad principal de evangelización. Es durante el siglo XIX en que surgen las primeras ONG cristianas. YMCA, una ONG protestante, fue creada en Londres en 1844. Luego viene Caritas, una ONG católica, fundada en Colonia (Alemania) en 1897. Otra confesión protestante, la Sociedad Religiosa de los Amigos —conocidos como cuáqueros—, ha sido especialmente activa en la ayuda humanitaria en conflictos bélicos, especialmente durante el siglo XX; su labor asistencial hacia ambos bandos en la guerra civil española se materializó en la creación de la Comisión Internacional para la Ayuda a los Niños Refugiados en España y en el trabajo de campo de 62 voluntarios, el cual sirvió de preparación para la ingente ayuda prestada a víctimas y refugiados durante la Segunda Guerra Mundial.
Por las iglesias evangélicas, el propio movimiento de la cultura empresarial ha fomentado la creación de múltiples ONG. Así como movimiento humanitario, el crecimiento de las ONG cristianas se hace especialmente visible en la década de 1970, algunas de las cuales son reconocidas como actores importantes en la cooperación al desarrollo.

## Características y ventajas de las ONG humanitarias cristianas
No existe una definición universal de estas organizaciones; teniendo en cuenta que una organización humanitaria cristiana tiene por lo menos uno de los siguientes rasgos:
- estar afiliado a una organización religiosa,
- referencias religiosas explícitas en sus estatutos,
- apoyo financiero de una organización religiosa,
- selección del consejo de administración o de sus equipos se basa en principios o afiliación religiosa,
- decisiones se basa en los principios religiosos.

Mientras que los contactos con las iglesias locales permiten a menudo de trabajar en países o zonas de difícil acceso para el gobierno o las organizaciones internacionales, y para emitir alertas en caso de problemas, la dimensión internacional de muchas ONG cristianas les permite recopilar importantes fondos y dar a conocer y promover sus actividades.
Parece que a veces musulmanes prefieren recibir ayuda de organizaciones humanitarias cristianas en lugar de la ayuda de las organizaciones no religiosos, teniendo en cuenta la religión como garantía de moralidad y virtud.

## Trabajadores humanitarios
En algunas ONG cristianas, el personal no es solo cristiano. Sin embargo, los valores espirituales comunes son una característica común entre los empleados y voluntarios cristianos de ONG. Según los cooperantes cristianos, su compromiso está motivado por los valores espirituales de compasión y misericordia. En algunas ONG, como Mercy Ships, todos los empleados son voluntarios y tienen que pagar alojamiento y comida, así como también trabajar gratis.

## Políticas de intervención
La mayoría de las ONG cristianas ayudan a todos, independientemente de la religión. Con el crecimiento de la secularización en algunos países, algunas ONG cristianas han minimizado su identidad religiosa. En algunas ONG, esto depende del contexto cultural de la antena nacional.
Contrariamente a ciertos clichés, muchas ONG evangélicas no mezclan humanitario y evangelización. Pero, por otro lado, algunas ONG evangélicas no pueden brindar ayuda sin acompañar la evangelización. La diversidad de movimientos evangélicos hace que ambos escenarios sean posibles. En algunas partes del mundo, como en el continente africano, la cultura local otorga una gran importancia a las cosas espirituales, lo que dificulta que algunas personas comprendan o acepten el trabajo de ONG humanitarias que no muestran su identidad religiosa.

## Resultados y presupuestos
En 2007, las ONG cristianos representan 57,4% de las ONG afiliadas a la Naciones Unidas.
Según un estudio británico Elizabeth Ferris, publicado en 2005 en la revista "Revista Internacional de la Cruz Roja", las ONG cristianas tienen grandes presupuestos y ofrecen un considerable apoyo financiero en todo el mundo. El mismo estudio aparece las siguientes cifras:
- ONG relacionadas con Consejo Mundial de Iglesias, y los del grupo de Caritas Internationalis gastan más de un año de mil millones de dólares en ayuda y desarrollo.
- La Federación Luterana Mundial tiene un presupuesto de $ 73 millones para la ayuda y el desarrollo.
- Según un estudio de 1953, las ONG religiosas habría dado 90% de la ayuda después de Segunda Guerra Mundial.
- Según William Headley (Catholic Relief Services), 1/3 de las personas que viven con el SIDA en el mundo son tratados con la ayuda de la Iglesia Católica.

Según sociólogo Sébastien Fath, las iglesias  evangélicas  y las ONG desarrolló un espíritu empresarial internacional humanitario cuyos líderes políticos tienen cada vez más en cuenta. Serían actores geopolíticos inevitables por razones humanitarias.

## Organizaciones Católicas Internacionales
Entre los más importantes  ONG  Humanitarias  Católicas Internacional, hay Caritas Internationalis y Emaús Internacional.

## Organizaciones Protestantes Internacionales
A nivel de las ONG humanitarias internacionales protestantes, existen ejemplos como Lutheran World Relief, United Methodist Committee on Relief, la más grande  ONG  humanitaria protestante internacional; así como la Fundación Internacional María Luisa de Moreno. No directamente afiliada a una iglesia es la YMCA.

## Organizaciones Evangélicas Internacionales

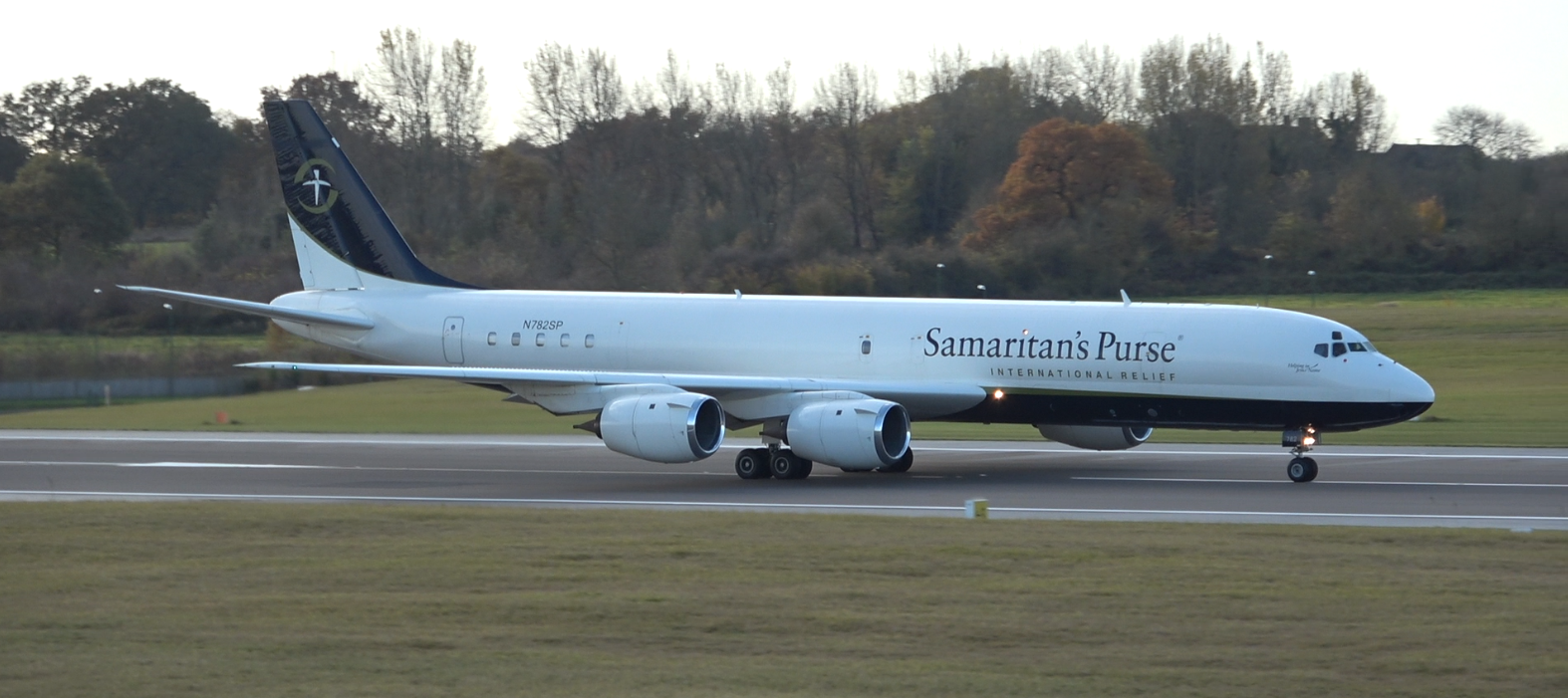
Uno de los aviones de Samaritan's Purse utilizados para el transporte de emergencia de necesidades básicas y trabajadores humanitarios en Birmingham, Inglaterra, 2019

En la década de 1940, en los Estados Unidos, el neo-evangelicalismo desarrolló la importancia de la justicia social y las acciones humanitarias en las iglesias  evangélicas. La mayoría de las organizaciones cristianas evangélicas humanitarias se fundaron en la segunda mitad del siglo XX. Entre aquellos con la mayoría de los países socios, existía la fundación de World Vision International (1950), Samaritan's Purse (1970), Mercy Ships (1978), Prison Fellowship International (1979), International Justice Mission (1997).

## Controversias
A veces hay problemas de colaboración entre las ONGs católicas y las ONG no confesionales en la lucha contra SIDA, principalmente debido a los diferentes puntos de vista sobre el uso de preservativos.
En Bangladés, las ONG cristianas son a veces criticadas por su actividad de evangelización. De acuerdo con el sociólogo Geoffrey Martin, no existe una política global, pero algunos empleados de ONG cristianas distribuyen Biblias. El trabajo de evangelización es a veces criticado por las ONG cristianas más tradicionales, ya que no se separarían la evangelización y la ayuda humanitaria, lo que tendría consecuencias para todas las ONG humanitarias cristianas. Por ejemplo, el Consejo de Iglesias de Indonesia tiene antecedentes de eso, después de que en el tsunami de 2004, los grupos evangélicos, según los medios de comunicación, se mezclaba la evangelización y la ayuda humanitaria entre las poblaciones musulmanas.
A veces es difícil para las ONG cristianas y musulmanas colaborar entre sí.
En 2007, un aviso anónimo acusó a los empleados locales de World Vision International en Liberia de desviar las existencias de alimentos y materiales de construcción para uso personal. La ONG envió investigadores a diferentes ciudades socias del país y estimó que el 90% de su ayuda en el país había desaparecido en fraudes, mientras que los informes mencionaban ciudades que ni siquiera existían. Después de este evento, la organización estableció una línea directa para denunciar fraudes.

## Críticas
En 2003, Abby Stoddard criticó a las ONG cristianas por no respetar el principio de neutralidad en el conflicto armado en Sudán del Sur, por su apoyo a la independencia regional.
De acuerdo con Tamsin Bradley, quien hizo un estudio en el Rajasthan (India), la fe y la compasión a veces puede hacer que los miembros de las ONG cristianas puede olvidar la situación real de personas que ayudaron y las necesidades a largo plazo, porque constructo humanitaria una simplificación imagen mental objetos sus oraciones como siempre pobres y necesitados.
La acción de Madre Teresa de Calcuta a veces se ha descrito como "una empresa imperialista de la Iglesia Católica, contra una población del Este, en una ciudad oriental", un "culto de sufrir" poco preocupado de la higiene.